# Silvia Davidoiu
Silvia Davidoiu (bis 2008 Silvia Stancu-Davidoiu; * 30. März 1967 in Bukarest) ist eine rumänische Diplomatin. Sie war von 2009 bis 2015 die rumänische Botschafterin in Österreich.

## Leben
Silvia Davidoiu studierte Wirtschaftswissenschaften. Nach ihrem Abschluss studierte sie für zwei Jahre Politikwissenschaft an der Fakultät für Handelsbeziehungen der Wirtschaftsakademie Bukarest. Von 1989 bis 1990 arbeitete sie für die Mineralhandelsfirma ICSM in Sinaia, von 1990 bis 1992 absolvierte sie ein Magisterstudium in European Studies an der University of Limerick in Irland.
Sie ist verheiratet und hat eine Tochter.

## Diplomatischer Werdegang
Im rumänischen Außenministerium war sie ab 1992 Attachée und Dritte Sekretärin in der Abteilung für Nordamerika, dann von 1995 bis 1997 Zweite Sekretärin in der Abteilung für Westeuropa. Ihren ersten Auslandseinsatz hatte sie von 1997 bis 2001 erst als Erste, dann als Zweite Sekretärin in der rumänischen Botschaft in Bonn, zu Zeiten des Umzuges nach Berlin. Von 2001 bis 2002 war sie Botschaftsrätin und Abteilungsleiterin in der Abteilung für Westeuropa des Außenministeriums in Bukarest und von 2002 bis 2004 Botschaftsrätin, Gesandte und Generaldirektorin in der Generaldirektion Europa und Generaldirektion erweitertes Europa des Außenministeriums.
2004 wurde sie zur rumänischen Botschafterin in Irland berufen. Ihr Nachfolger in Irland ist Iulian Buga. Seit dem 12. Januar 2009 war sie als Nachfolgerin von Andrei Corbea-Hoișie Botschafterin in Wien. Abgelöst wurde sie in Wien 2015 von Bogdan Mazuru.